# Язык нацизма

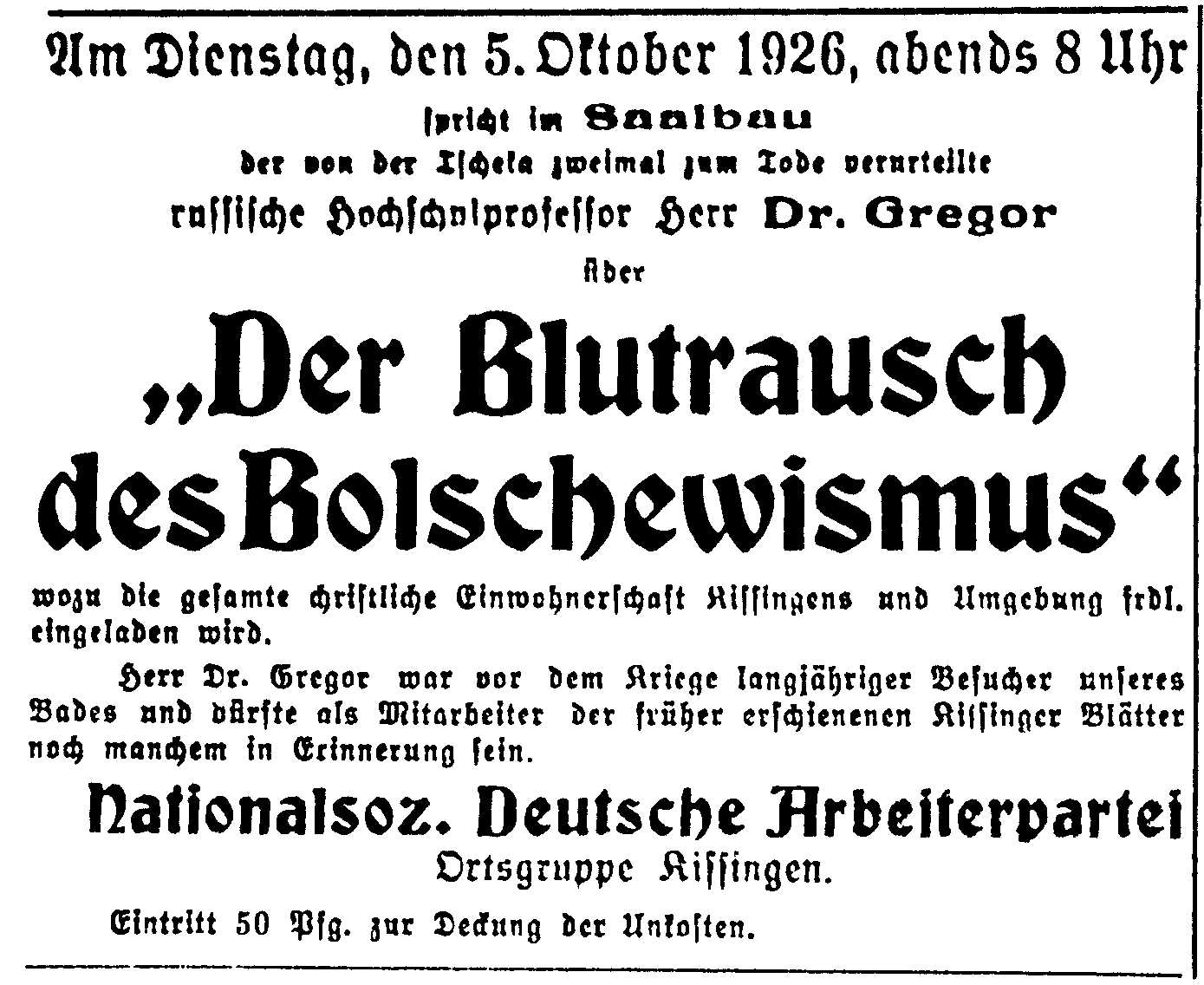
Пример агрессивно-наступательной пропаганды НСДАП — объявление о проведении митинга 5 октября 1926 года в Бад-Киссинге (Бавария) на тему: «Кровожадность большевизма»

Язы́к наци́зма (нем. Sprache des Nationalsozialismus) — совокупность лексических, семантических и фразеологических явлений в немецком языке, характеризующих как язык официозных публикаций и пропаганды, так и повседневный разговорный язык Национал-социалистической немецкой рабочей партии и нацистской Германии. Данные явления включают многочисленные неологизмы, созданные специально для номинации новых реалий жизни рейха, а также слова и выражения, значения которых были специально переосмыслены.
Наиболее яркими идеологами новой языковой культуры были Адольф Гитлер и Йозеф Геббельс, стиль речи которых средствами немецкой пропаганды быстро стал общим, а в ряде случаев даже официальным. Наиболее известным исследованием языка нацистской Германии является книга Виктора Клемперера «LTI – Notizbuch eines Philologen».

## Периодизация
История нацистской терминологии и языка Третьего рейха в целом делится на два основных периода:
1. Так называемый «период борьбы 1918—1933». Данный период приходится на время продвижения нацистов к власти в Германии. Он был отмечен крайне агрессивной пропагандой против Веймарской республики и её властей, грубая и бранная лексика которой преимущественно как нельзя лучше согласовывалась с деятельностью радикальных националистических группировок. К «периоду борьбы» относятся основные письменные работы Адольфа Гитлера, Альфреда Розенберга, Р. Дарре, Ханса Ф. К. Гюнтера и других идеологов нацизма. На этот период приходится создание значительной части названий организаций и обозначений званий в системе НСДАП.
2. Так называемая «Третья империя 1933—1945». С 1933 года НСДАП превращает свой агитаторский язык в официальный стиль. С этого момента пределы распространения официального языка нацистской партии выходят далеко за границы простого употребления в речах высших партийных чинов и функционеров. Новые языковые явления внедряются в законодательство и делопроизводство. Через средства массовой информации (печатная пресса, радиопередачи) эти явления распространяются в массы[1].

## Особенности

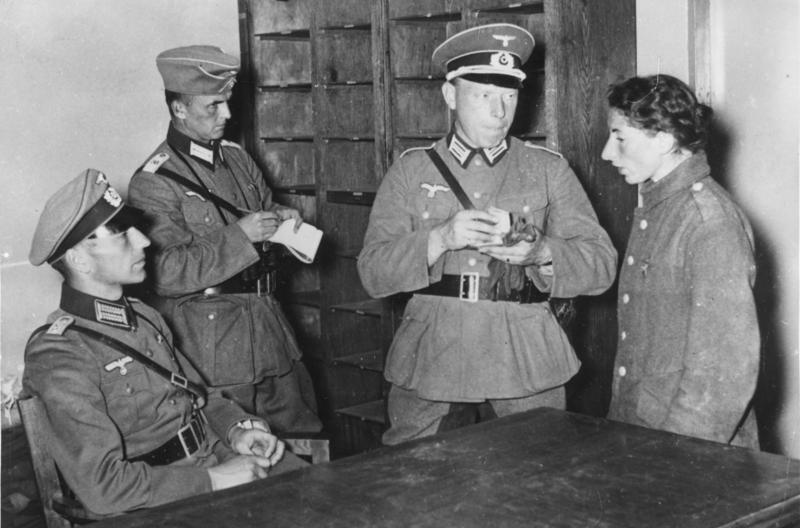
Задержанная еврейка, Польша. 21.9.1939 // Описание: Еврейский солдат в юбке — предводительница шайки бандитов-убийц. Эта еврейка из Варшавского гетто по имени Байла Гельблунг была схвачена немецкими войсками под Брест-Литовском. Переодевшись в форму польского солдата, она пыталась бежать, но была опознана как предводительница одной из самых жестоких шаек бандитов-убийц. Несмотря на её по-настоящему еврейскую дерзость, ей не удалось откреститься от своих деяний…

Многие специалисты по языку нацизма сходятся во мнении, что использование языка нацистами характеризуется некоторой необычностью, даже эксцентричностью его применения, особенно в том, что касается словарного запаса. Прежде всего следует выделить многочисленные новые словообразования (неологизмы) с использованием слов Volk «народ», Reich «империя» и Rasse «раса».
Широко было распространено использование терминологии из активно развивавшейся в то время электротехники (например, Anschluss «присоединение», Gleichschaltung «подключение»). В целом научная терминология активно использовалась нацистами для придания своим высказываниям научности. Особую семантику приобретают слова, связанные с религией (ewig «вечный», Glaubensbekenntnis «символ веры», Heil «спасение, спаситель»). В связи с этим сакральный смысл приобретал клич Sieg Heil! — «Да здравствует победа!».
Ещё до прихода к власти нацисты использовали термин-клише «лживая пресса» (Lügenpresse) против оппозиционных им газет. 
Распространённым приёмом смягчения служило использование эвфемизмов. Наиболее известным был эвфемизм «окончательное решение еврейского вопроса» (нем. Endlösung der Judenfrage), которым подразумевалось их массовое уничтожение во всей Европе.
Типичной чертой языка нацистской Германии было активное использование аббревиатур для обозначения организаций. Так, появились сокращения BDM (Bund Deutscher Mädel; Союз немецких девушек), HJ (Hitlerjugend; Гитлерюгенд), DJ (Deutsches Jungvolk; Юнгфольк), NSKK (Nationalsozialistisches Kraftfahrkorps; Национал-социалистический механизированный корпус), NSFK (Nationalsozialistisches Fliegerkorps; Национал-социалистический авиакорпус), KdF (Kraft durch Freude; «Сила через радость»), DAF (Deutsche Arbeitsfront; Германский трудовой фронт) и т. д.
Одной из ярких особенностей языка является то, что отдельные личности или их поступки характеризуются при помощи слов einmalig «неповторимый», einzig «единственный», gigantisch «гигантский», historisch «исторический», total «тотальный; совершенный», ungeheuer «огромный, чудовищный». Нередко для подчёркивания «величия» употребляются формы превосходной степени. Так, в 1940 году после быстрой победы над Францией Вильгельм Кейтель прозвал Гитлера Größter Feldherr aller Zeiten «Величайший полководец всех времён». Позднее в среде офицеров возникло шуточное сокращение Gröfaz.
В рамках ариизации о политических противниках и меньшинствах, в соответствии с многовековой традицией антисемитизма, отзывались, используя «животные» метафоры, а в иных случаях борьба с ними описывалась как борьба с вредителями. Так, в «Mein Kampf» Гитлер писал: «Еврей есть и останется всегда типичным паразитом, дармоедом, который, подобно болезнетворной бацилле, распространяется всё шире и шире, а питательная среда этому только способствует.» (Der Jude ist und bleibt der typische Parasit, ein Schmarotzer, der wie ein schädlicher Bazillus sich immer mehr ausbreitet, sowie nur ein günstiger Nährboden dazu einlädt.)
Известный исследователь нацистского языка Виктор Клемперер, говоря о воздействии языка нацистов на массы, писал, что «…самое сильное воздействие оказывалось не посредством одного высказывания, не с помощью статьи или листовок, плакатов или флагов, оно достигало своей цели через нечто, что сознательно мыслящий и чувствующий человек должен был просто воспринимать. Наоборот, нацисты вводили в кровь и плоть множество отдельных слов, речевых оборотов, предложных форм, которые они в миллионный раз вдалбливали путём повторения и которые механически и бессознательно усваивались».

## Языковое регулирование
Имперское министерство народного просвещения и пропаганды, созданное в марте 1933 года с целью осуществления контроля в сфере культуры и средств массовой информации, контроля за просвещением и осуществления пропаганды среди населения, начало работу по внедрению новых идеологических элементов в прессу, культурную и просветительскую жизнь страны. В сентябре 1933 почти все сферы культурной жизни находились под контролем Имперской палаты культуры. Имперская палата печати (одна из семи организаций, подчинённых Палате культуры) использовала средства массовой информации для распространения национал-социалистической идеологии и надзирала за соблюдением цензуры в прессе.
Осуществлялось так называемое языковое регулирование (нем. Sprachregelung). Выбор языковых средств, которые использовались в культуре и прессе, определялся на высшем уровне, в том числе самим Геббельсом. Так, массовое истребление еврейского населения не замалчивалось, но преподносилось таким образом, чтобы не спровоцировать массы на возмущение или восстание.
С 1933 года использование новой лексики служило опознавательным знаком — так можно было определить тогда ещё не столь многочисленных партийцев-единомышленников. Она также служила поддержанию ощущения единства и сплочённости в партии в дальнейшем. Новые языковые явления служили разным целям и были направлены не только на членов партии, но и на ненационалистов. Со временем неологизмы так сильно укоренились в обществе, что их стали использовать даже в бытовом общении. Нередко их использовали и те, кто не хотел выдать своё истинное отношение к национал-социалистам, чтобы избежать преследования.